# Platygaster floridensis
Platygaster floridensis är en stekelart som beskrevs av William Harris Ashmead 1887. Platygaster floridensis ingår i släktet Platygaster och familjen gallmyggesteklar. Inga underarter finns listade i Catalogue of Life.